# Habrocestoides tibialis
Habrocestoides tibialis är en spindelart som först beskrevs av Zabka 1985.  Habrocestoides tibialis ingår i släktet Habrocestoides och familjen hoppspindlar. Inga underarter finns listade i Catalogue of Life.